# Fran Směja
Fran Směja, vlastním jménem František Směja, (30. května 1904 Suché Lazce – 11. února 1986 Opava) byl slezský učitel, prozaik, básník a kulturní pracovník v oblasti Opavy. K zachycení slezské atmosféry bohatě využíval slezské nářečí a místní dialekt.

## Životopis

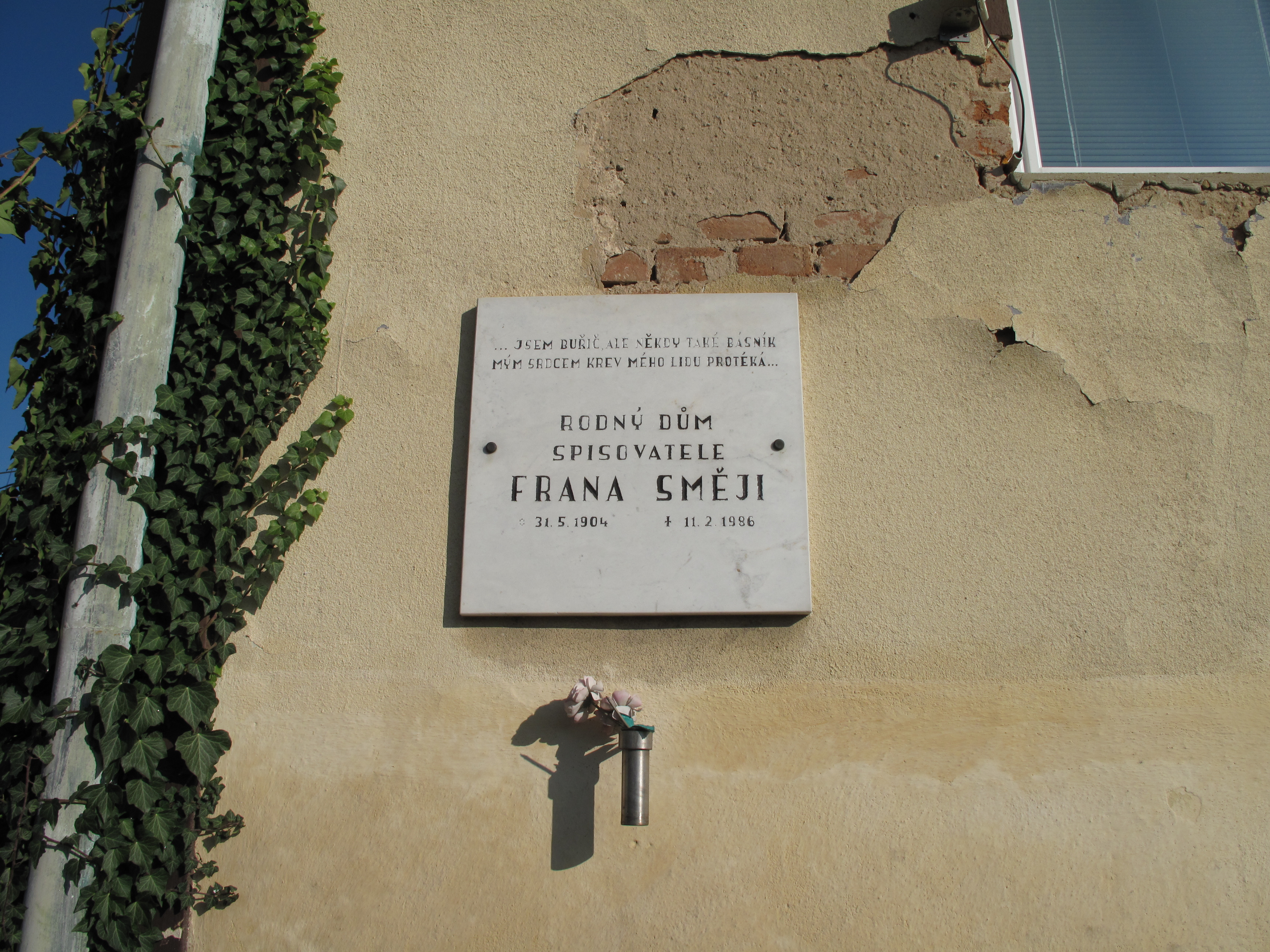
Suché Lazce, pamětní deska

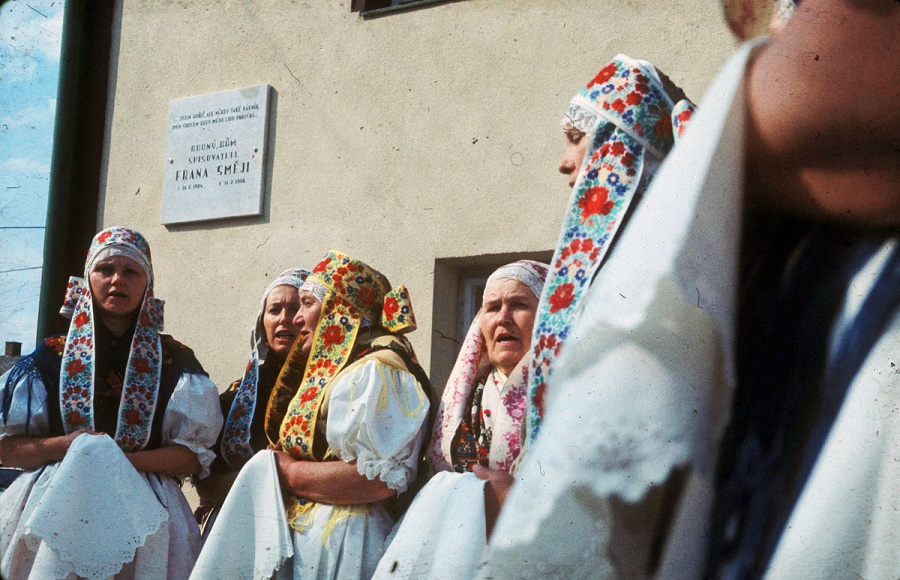
Odhalení pamětní desky v Suchých Lazcích

Narodil se v rodině Františka Směji (1876) a Terezie rozené Ballové (1879). Jeho sourozenci byli: Milada Tarnawová (1911), Anna Perničková (1921) a dalších pět sourozenců, kteří se nedožili tří let. V roce 1927 se v Čeladné oženil se Stanislavou roz. Vavákovou (1907).
Vystudoval učitelský ústav v Opavě. Působil v Raduni, Hrabyni, Větřkovicích, Neplachovicích, na Slezské Ostravě, v Raškovicích a v Bašce. 26. 7. 1941 byl zatčen gestapem. Vězněn byl v Ostravě, Olomouci, ve Wohlau a ve Vratislavi.
Od května 1945 působil jako osvětový inspektor v Ostravě, později se stal ředitelem Krajského osvětového střediska v Hradci u Opavy, poté vedoucím odboru kultury rady KNV v Ostravě. Od roku 1927 publikoval v krajských časopisech Slezan, Opavan, Duch aj.
V literární tvorbě těžil z opavského regionu, byl autorem v dialektu psaných humoristických veršů, zesměšňujících některé povahové vady slezských vesnických postav. Navazoval na tvorbu písničkáře Arnošta Chamráda z Hrabyně.
Zajímal se o slezské pohádky a pověsti, naslouchal lidovým vypravěčům a sám je převyprávěl. V letech 1936–1948 byl členem Moravského kola spisovatelů (MKS).
Fran Směja má pamětní desku na rodném domě v Suchých Lazcích a od roku 2014 spolu s Valentinem Držkovicem v Opavě.

## Dílo
- Od Nas: slezské vrše – Hrabyně: Iskra, 1929
- Nové pletky: verše – 1930
- Obrazky: slezske vrše – Hrabyně: Iskra, 1930
- Dětem: lyrická poezie pro děti – Hrabyně: Iskra, 1931
- Zpěv léta: básně – Hrabyně: Fran Směja, 1932
- Úsměvy: črty ze slezských dějin – Svinov: V. Vaško, 1932
- Kalný proud: obraz ze slezské dědiny – Hrabyně: Iskra, 1933
- Do Beskyd: veršovaný fejeton – kreslil Cyril Kotyšan. Ostrava: Josef Lukasík, 1935
- Hrabyň presidentovi TGM 7. březen 1935 – V. Bílovský, J. Blechta, F. Směja, A. Tománek. Hrabyně: V. Bílovský, ...1935
- Na rozloučenou: verše – ilustrace Josef Šrámek, 1935
- Vzacny hošť – bibliografie; barevným dřevorytem doprovodil Václav Bilovský. Poruba: Václav Bílovský, 1937
- Potřísněná tvář: vesnický román – Moravská Ostrava: Iskra, 1939
- Odcházeli: román – Brno: MKS, 1940
- Pletky: slezské verše – Moravská Ostrava: Iskra, 1940
- Napsáno v horách: román – Moravská Ostrava: J. Lukasík, 1942
- Pod klenbou dní: z kroniky jedné dědiny – Olomouc: R. Promberger, 1944
- O kováři Jankovi – Zdeněk Bár. Chytrý Martin: Fran Směja; pohádky pro děti – Brno: Česká literární Morava, 1944
- Jidáši: vesnický román – Moravská Ostrava: J. Lukasík, 1946
- Z pravdy a snů: pověsti a báje z Beskyd – Ostrava: 1946
- Osvěta ve dvouletém plánu obnovy a výstavby – Ostrava: Zemská osvětová rada, 1947
- Škoda té země: román – Ostrava: J. Lukasík, 1947
- Petr Bezruč: k osmdesátinám národního umělce – Litovel: Okresní rada osvětová, 1947
- Valentin Držovic 1888–1948: sborník – text Jan Rohel, Fran Směja, Jaroslav Směja-Lančar, obraz Vilém Čech. Opava: Sdružení umělců slezských (SUS), 1948
- Horník 1950: soubor článků, povídek, veršů, reprodukcí, výtvarných prací a fotografií k oslavě a propagaci hornické práce – redaktor. 1950
- Před novými úkoly – Hradec u Opavy: s. n., 1951
- Pozvání: sborníček věnovaný Petru Bezručovi – sestavil. Hradec u Opavy: Krajské osvětové středisko (KOS), 1952
- Pozdravení: Josefu Šrámkovi – Fran Směja. Lyrik Slezské krajiny – Jar. Svoboda. Hradec u Opavy: KOS, 1953
- Věřím v člověka: povídky – Ostrava: KNV, 1953
- Ostravsko včera a dnes: sborník statí a dokumentů – redakce: Jan Buchvaldek, Josef Bilan, Fran Směja, Emil Vávrovský. Ostrava: KNV, 1954
- Výkvětu národa – Opava: České Opavsko, 1955?
- Stařečkovi: příležitostný tisk k devadesátinám národního umělce Petra Bezruče – redaktoři Fran Směja a Vilém Čech. Opava: Sdružení národních umělců slezských v Opavě, 1957
- Figle – Ostrava: Krajské nakladatelství (KN), 1958
- Setkání s Petrem Bezručem – grafika Viléma Čecha. Hradec u Opavy: KOS, 1958
- Úhor – ilustroval Oldřich Lasák. Ostrava: Nová svoboda, 1958
- Slezská krajina: soubor reprodukovaných temper Josefa Šrámka – úvodní báseň a hlavní stať. Ostrava: KN, 1958
- Člověk rád vzpomene: Hradec u Opavy – hlavní články napsali Bohuslav Valušek a Fran Směja; Petr Bezruč: Hradec-Podolí, úvodní báseň. Hradec u Opavy: KOS, 1959
- Veď nás tak dál – ilustrace V. Čech. Opava: Moravské tiskařské závody, 1961
- Věno – Opava: Dům kultury a vzdělávání, 1965
- První chléb – ilustrace Karel Dudič. Opava: SČSP, 1965
- 20 let osvobození Opavy Sovětskou armádou – redakce části textové Fran Směja ... et al.; redakce části obrazové Karel Dudič ... et al.; fotografie Arnošt Pustka, Josef Solnický a MěstNV Opava. Opava: Rada MNV, 1965
- Kravaře 1945–1965: sborník materiálů k 20. výročí osvobození – uspořádali a k tisku připravili Zbyšek Malý, Fran Směja a Karel Vavrla. Kravaře: MNV, 1965
- Žije s námi – redakce Frana Směji. Opava: SČSP, 1966
- Maminka – Kravaře: MNV, 1968
- Chamrádův rod: sborník k 90. výročí narození Arnošta Chamráda – redakce Fran Směja. Hrabyně: MNV, 1969
- Ze srdce vytrženo – Opava: SUS, 1969
- Slezské hlasy: sborník prací členů sdružení umělců slezských v Opavě k 25. výročí osvobození – redaktoři Fran Směja, Zdeněk Bár, Milan Rusinský: Opava: SUS, 1970
- Obličejem ke zdi – Opava, SUS, 1971
- Na památku – Opava: vlastním nákladem, 1977
- Verše – Opava: v. n., 1977
- Zpíváno v Opavě k 750. výročí: výbor – Opava: v. n., 1978
- Chlebovice: k 660. výročí založení obce věnoval slezský básník a romanopisec Fran Směja – Chlebovice: v. n., 1980